# Daniel Schwerdtfeger
Daniel Schwerdtfeger ist ein deutscher Poolbillardspieler. Er wurde 2007 Deutscher Meister.

## Karriere
Bei den Deutschen Meisterschaften 2002 und 2003 wurde Schwerdtfeger Neunter im 14/1 endlos. 2006 gelang ihm dies erneut.
2007 wurde er Neunter im 9-Ball und gewann im Finale gegen Titelverteidiger Alexander Dremsizis den 8-Ball-Pokal. 2008 wurde er erneut Neunter im 14/1 endlos.
Seit 2010 spielt Schwerdtfeger mit dem BC St. Wendel in der 2. Dreiband-Bundesliga.
Mit dem BC Saarbrücken stieg Schwerdtfeger 2011 in die Regionalliga auf und spielt seitdem in dieser.
Dabei erreichte er 2013 den ersten und 2014 hinter Sebastian Staab den zweiten Platz der Einzelrangliste.
Seit 2012 spielt er zudem mit der Snooker-Mannschaft des BC Saarbrücken in der Oberliga. In der Saison 2018/2019 schaffte Schwerdtfeger mit dem BC St.Wendel den Aufstieg in die Dreiband Bundesliga, in der er seither aktiv ist. Auch im Bereich Pool konnte er konstant gute Leistungen zeigen und den 1. BC Saarbrücken mit seinen Fähigkeiten als Kapitän stets auf Kurs halten. Der coronabedingte Abstieg konnte zunächst in der Saison 2021/2022 durch den Wiederaufstieg in die Regionalliga Mitte korrigiert werden, ehe Schwerdtfeger und sein Team dann sogar in der darauffolgenden Saison 22/23 den Durchmarsch in die 2. Bundesliga perfekt machen konnten.